# Bernd Flessner (Schriftsteller)

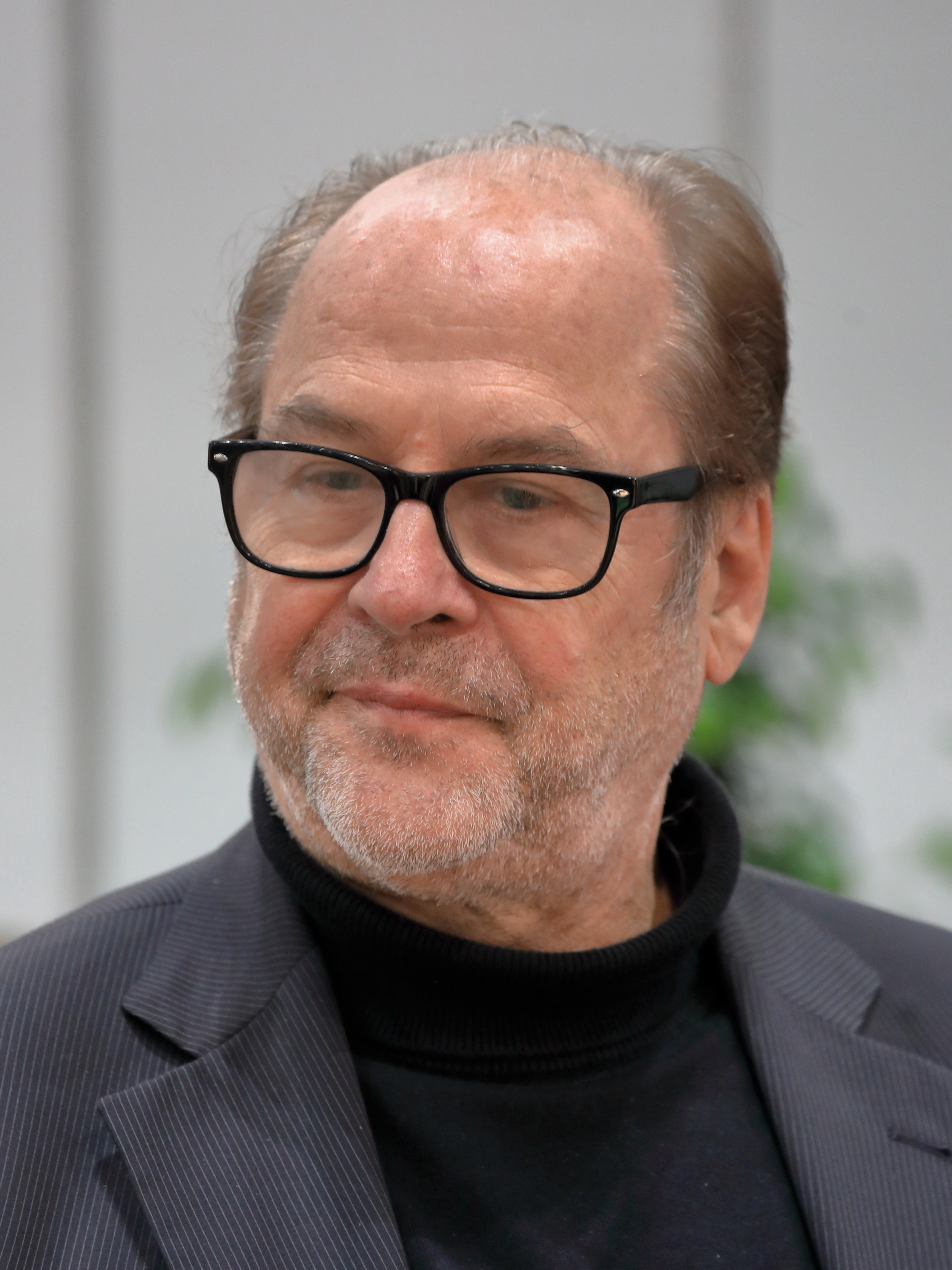
Bernd Flessner auf der Buch Wien 2019

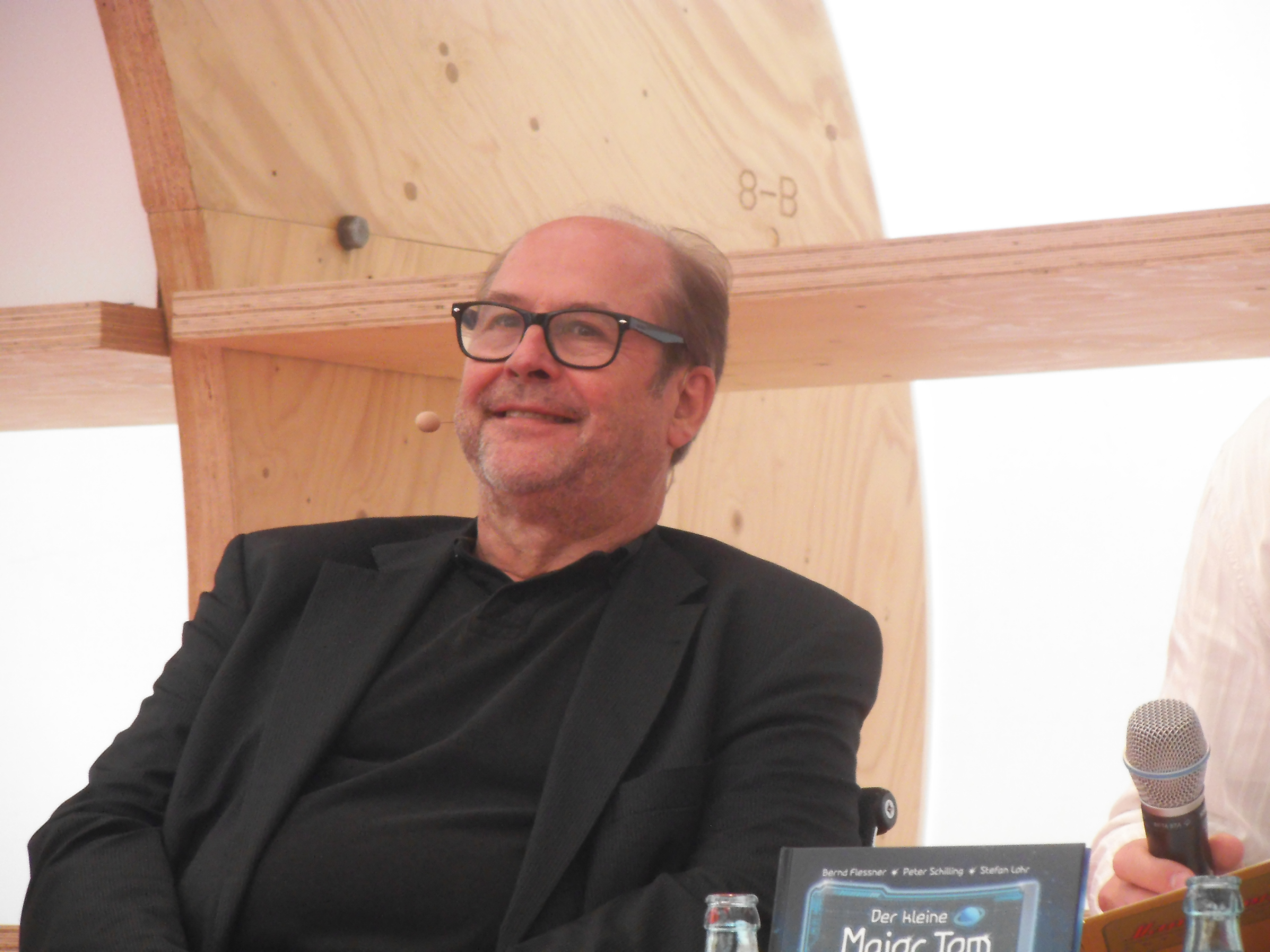
Bernd Flessner auf der Frankfurter Buchmesse 2019

Bernd Flessner (* 24. November 1957 in Göttingen) ist ein deutscher Zukunftsforscher, Schriftsteller, Publizist und Medienwissenschaftler.

## Leben
Bernd Flessner wuchs in Greetsiel-Krummhörn in Ostfriesland auf und studierte Theater- und Medienwissenschaften, Germanistik und Geschichte in Erlangen, wo er 1991 mit einer Arbeit über „Weltprothesen und Prothesenwelten. Zu den technischen Prognosen Arno Schmidts und Stanislaw Lems“ zum Dr. phil. promoviert wurde. Er schreibt wissenschaftliche Bücher, Essays und Literaturkritiken u. a. für die Neue Zürcher Zeitung, mare, Kursbuch und Theater heute sowie Krimis, Science-Fiction und Kinderbücher. Von 1991 bis 2010 lehrte er Germanistik an der Friedrich-Alexander-Universität Erlangen-Nürnberg. Seit 2011 ist er wissenschaftlicher Mitarbeiter am Zentralinstitut für Wissenschaftsreflexion und Schlüsselqualifikationen (ZiWiS) der Friedrich-Alexander-Universität Erlangen-Nürnberg. Er ist Mitglied im Syndikat e. V. Einige seiner Werke sind auch auf Englisch, Ungarisch, Afrikaans, Koreanisch, Slowenisch und Chinesisch erschienen.
Flessner lebt in Uehlfeld.

## Werke (Auswahl)

### Kinderbücher
- Lükko Leuchtturm und seine Freunde. Norden 1997 (mehrere Fortsetzungen)
- Nach uns die Zukunft. Vom Orakel zu den Futures Studies. Ravensburg 1999
- Wiegand Wattwurm. Abenteuer auf Töwerland. Leer 2002
- Der kleine Major Tom. (mit Peter Schilling und Stefan Lohr, 22 Bände), Tessloff seit 2018.
- Roboter. Superhirne und starke Helfer (= WAS IST WAS. Band 135). Tessloff, Nürnberg 2014, ISBN 978-3-7886-2089-9.
- WAS IST WAS. Band 53. Autos. PS, Hybrig und Turbostars. Tessloff, Nürnberg 2014, ISBN 978-3-7886-2078-3.
- Team Triton. (drei Bände) Thienemann, Stuttgart 2014
- Frag doch mal ... die Maus. Das große Mauswissen. cbj, München 2016, ISBN 978-3-570-17362-6.
- Zukunft. Alles im Wandel (= WAS IST WAS. Band 140). Tessloff, Nürnberg 2016, ISBN 978-3-7886-2103-2.
- Das Buch. Vom Papyrus zum E-Book (= WAS IST WAS. Edition). Tessloff, Nürnberg 2018, ISBN 978-3-7886-2192-6.
- WAS IST WAS. Band 98. Kriminalistik. Dem Täter auf der Spur. Tessloff, Nürnberg 2020, ISBN 978-3-7886-2109-4.
- WAS IST WAS Roboter. Helfer mit Superkräften. Tessloff, Nürnberg 2025, ISBN 978-3-7886-8184-5.

### Krimis
- Die Gordum-Verschwörung, Leer 2002
- Greetsieler Glockenspiel, Leer 2005
- Knochenbrecher, Leer 2007
- Friesengold, Leer 2011
- Morden wie gedruckt, München 2016
- Frankengold. ars vivendi verlag, Cadolzburg 2017, ISBN 978-3-86913-765-0.
- Tatort Franken 7 (mit Beiträgen u. a. von Jan Beinßen, Veit Bronnenmeyer, Helwig Arenz, Bernd Flessner, Susanne Reiche, Roland Ballwiesel & Petra Rinkes), ars vivendi verlag, Cadolzburg 2017, ISBN 978-3-86913-833-6• Frankengold. ars vivendi verlag, Cadolzburg 2017, ISBN 978-3-86913-765-0.
- Tatort Franken 7,  (mit Beiträgen u. a. von Jan Beinßen, Veit Bronnenmeyer, Helwig Arenz, Bernd Flessner, Susanne Reiche, Roland Ballwiesel & Petra Rinkes), ars vivendi verlag, Cadolzburg 2017, ISBN 978-3-86913-833-6.
- Ein guter Mord, ein schöner Mord. Kriminalerzählungen, Norderstedt 2015, ISBN 978-3-7386-5506-3.
- Teufelsküche, Emons Verlag, Köln 2017, ISBN 978-3-7408-0049-9.
- Der Blaukrautmörder. ars vivendi verlag, Cadolzburg 2020,  ISBN 978-3-7472-0114-5.
  - mit seiner Tochter Hannah Flesner

### Reiseführer
- Bernd Flessner: 111 Orte auf Juist, die man gesehen haben muss, Emons Verlag, Köln 2019, ISBN 978-3-7408-0548-7.
- Deich in Sicht! Eine Entdeckungsreise entlang des Weltnaturerbes Wattenmeer, Ostfriesland Verlag, Norden 2010
- Raritäten im Wind. Mühlenlandschaft Ostfriesland, Ostfriesland Verlag, Norden 2012
- Ostfrieslands Fischerdorf Greetsiel, Ostfriesland Verlag, Norden 2013
- 111 Orte in der Oberpfalz die man gesehen haben muss, Emons Verlag, Köln 2017, ISBN 978-3-95451-369-7.

### Science Fiction
- Lemuels Ende. Mysteriöse Geschichten. Erzählungen, Leer 2001 (nominiert für den Kurd-Laßwitz-Preis)
- Der schwarzbunte Planet. Science Fiction aus Ostfriesland, herausgegeben mit Peter Gerdes, Norden 2000
- Reisen zum Planeten Franconia. Science Fiction aus Franken, herausgegeben mit Texten von Tobias Bachmann, Roland Rosenbauer, Jörg Weigand und anderen, Vorwort von Herbert W. Franke, Neustadt/Aisch 2001 (nominiert für den Deutschen Science Fiction Preis)
- Rückkehr zum Planeten Franconia. Neue Science Fiction aus Franken, herausgegeben (mit Vorwort von Karlheinz Steinmüller), Neustadt/Aisch 2006
- Expeditionen zum Planeten Franconia*, herausgegeben (mit Beiträgen u. a. von Tobias Bachmann, Veit Bronnenmeyer, Heidrun Jänchen, Fitzgerald Kusz, Peter Schanz, Friederike Schmöe, Elmar Tannert), Neustadt/Aisch 2013
- Baculum. In: Club der jungen Götter. Geschichten über die Gesellschaft von Morgen, hg. von Heike Zirden, Zweitausendeins, Frankfurt am Main 2009 (Die Erzählung wurde mit dem Utopia-Preis ausgezeichnet.)

### Wissenschaftliche Werke
- Nach dem Menschen – Der Mythos einer zweiten Schöpfung und das Entstehen einer posthumanen Kultur, Freiburg i. Br., 2000, Rombach Verlag, ISBN 9783793092278.
- Die Welt im Bild. Wirklichkeit im Zeitalter der Virtualität, Freiburg im Breisgau, 1997, Rombach Verlag, ISBN 9783793091516.
- Der sprechende Knochen. Perspektiven von Telefonkulturen (zusammen mit Jürgen Bräunlein), Würzburg, 2000, Königshausen & Neumann, ISBN 978-3-8260-1731-5.
- Kritik des Transhumanismus. Über eine Ideologie der Optimierungsgesellschaft (= Kulturen der Gesellschaft, Band 32) (zusammen mit Dierk Spreen, Herbert M. Hurka u. Johannes Rüster), Bielefeld, 2018, Transcript Verlag, ISBN 978-3-8376-4287-2.
- Raumfahrt der Gesellschaft. Wirtschaft und Kultur im New Space Age (= Kulturen der Gesellschaft, Band 50) (zusammen mit Dierk Spreen). Bielefeld, 2022, Transcript Verlag, ISBN 978-3-8376-5762-3.